# Mao Xinyu
Mao Xinyu, né le 17 janvier 1970,  est un militaire chinois, petit-fils de Mao Zedong.

## Biographie
Mao Xinyu, est l'enfant unique de Mao Anqing, le deuxième fils du Grand Timonier, et de Shao Hua.
À 40 ans, en 2010, Mao Xinyu est le plus jeune général de division de l'Armée populaire de libération. Mao Xinyu reconnait que son origine familiale a joué un rôle essentiel dans cette promotion.
Pour s'être notamment moqué de Mao Xinyu dans des tweets, l'avocat Pu Zhiqiang risque d´être condamné à la prison.
Le 9 septembre 2015 à l'anniversaire de la mort de Mao Zedong, Mao Xinyu se retrouve avec Zhang Yufeng, l'ancienne maîtresse de Mao Zedong, et son mari Liu Aimin pour se recueillir dans le mémorial de Mao.